# Joerg E. Staufenbiel
Joerg E. Staufenbiel, auch Jörg E. Staufenbiel, (* 23. Oktober 1943; † 13. Oktober 2021) war ein deutscher Sachbuchautor und Verleger sowie Personalberater.

## Leben
Joerg E. Staufenbiel absolvierte 1963 sein Abitur am Gymnasium Ernestinum Celle. Nach dem Wehrdienst studierte er an der Universität zu Köln und der Universität Genf Wirtschafts- und Sozialwissenschaften mit Abschluss Diplom-Kaufmann. Er absolvierte Praktika und Sprachkurse in Dänemark, Japan, Frankreich und der Columbia University in New York City.
1972 machte er sich als Verleger im Bereich Studien- und Berufsplanung selbständig und gründete das Staufenbiel Institut für Studien- und Ausbildungsplanung GmbH. Zusammen mit verschiedenen Fachautoren verlegte er Studienführer und Karrierepublikationen, überwiegend für Wirtschaftswissenschaftler und Ingenieure. Langjähriger Bestseller war die Publikation „Berufsplanung für den Managementnachwuchs“, die in den 90er Jahren mehrfach auf vorderen Plätzen der Bestsellerlisten der Zeitschriften Wirtschaftswoche und Capital landete.
Zusammen mit dem inzwischen verstorbenen Personal- und Organisationswissenschaftler Norbert Thom (IOP Universität Bern) veranstaltete das Staufenbiel Institut Kolloquien über die Themen Personalentwicklung mit Schwerpunkt Traineeprogramme sowie Personalmarketing für Personalmanager. Zwischen 1999 und 2001 bewertete er Karriereseiten im Internet von bekannten Arbeitgebern und vergab den Staufenbiel-Award „In Search of Talents“.
Staufenbiel war seit 1976 auch als Personalberater tätig. Bis 2018 war seine Personalberatung Mitglied im Bundesverband Deutscher Unternehmensberater (BDU). Insgesamt wurden über 2000 Projekte auf allen Managementebenen im In- und Ausland mit Schwerpunkt Asien bearbeitet. Er war Mitglied der Auslandshandelskammer in Tokio und Shanghai.
2004 verkaufte er das „Staufenbiel Institut für Studien- und Berufsplanung GmbH“ an die englische „Group GTI“. Das Unternehmen veranstaltete unter dem Namen Staufenbiel Institut den Absolventenkongress in Köln sowie regionale Veranstaltungen. Im Jahr 2016 hat die squeaker.net GmbH mit Sitz in Köln die Staufenbiel Institut GmbH übernommen.
Neben Mitgliedschaften in verschiedenen wissenschaftlichen Vereinigungen war er Vorstandsmitglied der Erich-Gutenberg-Arbeitsgemeinschaft in Köln. Staufenbiel war seit 1964 Mitglied der katholischen Studentenverbindung AV Rheinstein zu Köln, später auch der AV Edo-Rhenania zu Tokio, beide im CV.
Zusammen mit dem Kölner Gymnasial- und Stiftungsfonds gründete er die Staufenbiel Stiftung: Talent Management, die jährlich den Staufenbiel Preis für junge Wissenschaftler im Bereich Personalmanagement vergibt.

## Schriften (Auswahl)
- Klaus Henning, Joerg. E. Staufenbiel: „Das Ingenieurstudium“, Staufenbiel Köln 1999 (7. Auflage), ISBN 3-922132-02-2
- Doris Brenner, Frank Brenner, Birgit Giesen, Joerg E. Staufenbiel: „Individuell bewerben: Mit praktischen Übungen zum Assessment Center“, Staufenbiel Köln 2000 (4. Auflage), ISBN 3-922132-13-8
- Joerg E. Staufenbiel, Susanne Heimburger, Thomas Friedenberger: „Wirtschaft studieren: Berufsziele, Studieninhalte und die Wahl der Hochschule“, Staufenbiel Köln 2002 (2. Auflage), ISBN 3-922132-18-9
- Joerg E. Staufenbiel, Thomas Friedenberger: „Karriere Inside: Consulting: Die 50 wichtigsten Unternehmen für Bewerber“, Staufenbiel Köln 2004, ISBN 3-922132-23-5
- Joerg E. Staufenbiel: „Entwicklung und Herausforderungen der Personalberatung in Deutschland“ in „Handbuch der Personalberatung“, Franz Vahlen-Verlag 2009, ISBN 978-3-8006-3569-6